# Pat Irwin
Pour les articles homonymes, voir Irwin.
Pat Irwin (né le 17 mai 1955) est un musicien et compositeur américain. Il est un membre fondateur de deux groupes issus de la scène no wave de New York à la fin des années 1970, les Raybeats et 8-Eyed Spy. Il rejoint les B52s de 1989 à 2008.

## Carrière
Pat Irwin est diplômé du Grinnell College en 1977. Il reçoit une bourse de la Watson Foundation pour des études internationales et va à Paris pour étudier les musiciens de jazz américains émigrés là-bas comme Dexter Gordon, Mal Waldron et Steve Lacy. Il rencontre alors Brion Gysin et William Burroughs qui le poussent vers les ateliers de composition avec John Cage.
Il voit également à Paris la nouvelle scène du rock indépendant : Talking Heads, Blondie, Patti Smith. Il rentre à New York en 1979 et fonde un premier groupe, the Foolish Virgins. Après la séparation, il est membre fondateur du groupe no wave 8-Eyed Spy qui comprend Lydia Lunch et Jim Sclavunos, tous deux membres de Teenage Jesus and the Jerks, et George Scott III des Contortions. Avec Scott, il forme ensuite les Raybeats avec d'autres anciens membres des Contortions : Jody Harris et Don Christensen. 8-Eyed Spy est dissous en 1980 après la mort de George Scott. Les Raybeats continuent à jouer avec Danny Amis à la basse jusqu'à la séparation en 1984.
Il commence à tourner et à enregistrer avec le groupe de rock new wave The B-52's en 1989, jouant du clavier et de la guitare. Sa relation avec le groupe avait commencé lorsqu'ils avaient emprunté l'amplificateur d'Irwin pour leur premier concert à New York en 1978. Le groupe tourne régulièrement tout au long des années 1990 avec ses deux succès : Love Shack et Roam.
Depuis les années 2000, il se produit et enregistre avec le groupe de country ambiant SUSS et un autre rock, PI Power Trio.
En 1987, il présente sa première composition de film pour le documentaire de télévision The Day of Five Billion. La première musique de long métrage d'Irwin est pour My New Gun, film projeté lors de la Quinzaine des cinéastes au Festival de Cannes 1992. Il reçoit des ASCAP Film and Television Music Awards en 2010, 2011, 2012 pour ses compositions pour Bob l'éponge.
Il est enseignant dans un séminaire sur la musique de film et de télévision au programme d'écriture de théâtre musical à la Tisch School of the Arts, ainsi qu'un séminaire sur la musique de film et de télévision à la Feirstein Graduate School of Cinema du Brooklyn College.

## Filmographie
- 1987 : The Day of Five Billion (TV, documentaire)
- 1988 : Spalding Gray: A Life in Progress (TV, documentaire)
- 1987-1998 : Histoires de l'autre monde (série télévisée, les 4 épisodes)
- 1989 : Without Borders (TV, documentaire)
- 1992 : My New Gun (en)
- 1992 : I Talk to Animals (documentaire)
- 1993-1996 : Rocko's Modern Life (série d'animation)
- 1994 : Heading Home
- 1996 : Breathing Room
- 1996 : Sudden Manhattan (en)
- 1997 : Arresting Gena
- 1997 : March 29th, 1979 (court métrage)
- 1997 : Colin Fitz Lives! (en)
- 1997 : Loose Women
- 1997-2000 : Pepper Ann  (série d'animation)
- 1999 :  Suits
- 1999 : Paramour (mini-série)
- 1999 : But I'm a Cheerleader
- 2000 : Drop Back Ten
- 2004 : Personal Sergeant
- 2005 : Bam Bam and Celeste (en)
- 2006-2008 : Classe 3000 (série d'animation)
- 2008 : The Accidental Advocate (documentaire)
- 2011 : Stags
- 2011 : Bored to Death (série télévisée, saison 3)
- 2012 : Cherry Cottage (documentaire)
- 2013 : Fall to Grace
- 2013-2015 : Nurse Jackie (série télévisée, saisons 5 à 7)
- 2017 : Sammy's Measle (court métrage)
- 2019 : Rocko's Modern Life: Static Cling (en) (TV)
- 2021-2022 : Dexter: New Blood (série télévisée, 10 épisodes)